# Победнице европских првенстава у атлетици у дворани — скок удаљ
Победнице европских првенстава у дворани за жене у дисциплини скок удаљ, која је на програму од првих Европских игара у дворани у Дортмунду 1966. као и од првог Европског првенства у дворани у Бечу 1970. године, приказане су у следећој табели са постигнутим резултатима и билансом освојених медаља по државама у овој дисциплини. Резултати су исказани у метрима.

## Освајачице медаља на европским играма у дворани
| Европске игре |                                      | Резултат |                                  | Резултат |                                  | Резултат |
| Дортмунд 1966 | Татјана Шчелканова · Совјетски Савез | 6,73 РЕП | Мери Ренд · Уједињено Краљевство | 6,53     | Хајде Розендал · Западна Немачка | 6,49     |
| Праг 1967     | Берит Бертелсен · Норвешка           | 6,51     | Хајде Розендал · Западна Немачка | 6,41     | Виорика Вископољану · Румунија   | 6,40     |
| Мадрид 1968   | Берит Бертелсен · Норвешка           | 6,43     | Бербел Ленерт Источна Немачка    | 6,23     | Виорика Вископољану · Румунија   | 6,23     |
| Београд 1969  | Ирена Шевињска · Пољска              | 6,38     | Сју Скот · Уједињено Краљевство  | 6,18     | Мета Антенен · Швајцарска        | 6,15     |

## Освајачице медаља на европским првенствима у дворани
| Европско првенство         |                                     | Резултат  |                                         | Резултат |                                    | Резултат |
| Беч 1970 детаљи            | Виорика Вископољану · Румунија      | 6,56      | Хајде Розендал · Западна Немачка        | 6,55     | Мирослава Сарна · Пољска           | 6,54     |
| Софија 1971 детаљи         | Хајде Розендал · Западна Немачка    | 6,64      | Ирена Шевињска · Пољска                 | 6,56     | Виорика Вископољану · Румунија     | 6,53     |
| Гренобл 1972 детаљи        | Бригите Ресен · Западна Немачка     | 6,58      | Мета Антенен · Швајцарска               | 6,42     | Јармила Нигринова · Чехословачка   | 6,39     |
| Ротердам 1973 детаљи       | Дијана Јоргова · Бугарска           | 6,45      | Јармила Нигринова · Чехословачка        | 6,30     | Мирослава Сарна · Пољска           | 6,15     |
| Гетеборг 1974 детаљи       | Мета Антенен · Швајцарска           | 6,69      | Анђела Шмалфелд · Западна Немачка       | 6,56     | Валерија Стефанеску · Румунија     | 6,39     |
| Катовице 1975 детаљи       | Дорина Катинеану · Румунија         | 6,31      | Лидија Алфејева · СССР                  | 6,29     | Мета Антенен · Швајцарска          | 6,28     |
| Минхен 1976 детаљи         | Лидија Алфејева · СССР              | 6,64      | Јармила Нигринова · Чехословачка        | 6,57     | Галина Гопченко · СССР             | 6,48     |
| Сан Себастијан 1977 детаљи | Јармила Нигринова · Чехословачка    | 6,63      | Илдико Ердељи · Мађарска                | 6,55     | Хајдемари Висиск · Источна Немачка | 6,40     |
| Милано 1978 детаљи         | Јармила Нигринова · Чехословачка    | 6,62      | Илдико Ердељи · Мађарска                | 6,49     | Сју Рив · Велика Британија         | 6,48     |
| Беч 1979 детаљи            | Зигрун Зигл · Источна Немачка       | 6,70      | Јармила Нигринова · Чехословачка        | 6,42     | Лена Јохансон · Шведска            | 6,27     |
| Зинделфинген 1980 детаљи   | Ана Влодарчик · Пољска              | 6,74 РЕП  | Анке Вајгт · Западна Немачка            | 6,68     | Сабине Евертс · Западна Немачка    | 6,54     |
| Гренобл 1981 детаљи        | Карин Ханел · Западна Немачка       | 6,77 РЕП  | Сигрид Улбрихт · Источна Немачка        | 6,66     | Јасмин Фајге · Западна Немачка     | 6,65     |
| Милано 1982 детаљи         | Сабине Евертс · Западна Немачка     | 6,70      | Карин Ханел · Западна Немачка           | 6,54     | Вали Јонеску · Румунија            | 6,52     |
| Будимпешта 1983 детаљи     | Ева Муркова · Чехословачка          | 6,77 =РЕП | Хелга Ратке · Источна Немачка           | 6,63     | Хајке Дрекслер · Источна Немачка   | 6,61     |
| Гетеборг 1984 детаљи       | Сју Херншо · Велика Британија       | 6,70      | Ева Муркова · Чехословачка              | 6,55     | Стефанија Лацарони · Италија       | 6,08     |
| Пиреј 1985 детаљи          | Галина Чистјакова · Совјетски Савез | 7,02 РЕП  | Ева Муркова · Чехословачка              | 6,99     | Хајке Дрекслер · Источна Немачка   | 6,97     |
| Мадрид 1986 детаљи         | Хајке Дрекслер · Источна Немачка    | 7,18 РЕП  | Хелга Ратке · Источна Немачка           | 6,94     | Јелена Коконова · Совјетски Савез  | 6,90     |
| Лијевен 1987 детаљи        | Хајке Дрекслер · Источна Немачка    | 7,12      | Галина Чистјакова · Совјетски Савез     | 6,89     | Јелена Белевска · Совјетски Савез  | 6,76     |
| Будимпешта 1988 детаљи     | Хајке Дрекслер · Источна Немачка    | 7,30 РЕП  | Галина Чистјакова · Совјетски Савез     | 7,24     | Јоланта Бартчак · Пољска           | 6,62     |
| Хаг 1989 детаљи            | Галина Чистјакова · Совјетски Савез | 6,98      | Јоланда Чен · Совјетски Савез           | 6,86     | Ринга Ропо-Јунила · Финска         | 6,62     |
| Глазгов 1990 детаљи        | Галина Чистјакова · Совјетски Савез | 6,85      | Елена Хлопотнова · Совјетски Савез      | 6,74     | Хелга Ратке · Источна Немачка      | 6,66     |
| Ђенова 1992 детаљи         | Лариса Бережна · Уједињени тим      | 7,00      | Маријета Илку · Румунија                | 6,74     | Људмила Нинова · Аустрија          | 6,60     |
| Париз 1994 детаљи          | Хајке Дрекслер · Немачка            | 7,06      | Људмила Нинова · Аустрија               | 6,78     | Инеса Кравец · Украјина            | 6,72     |
| Стокхолм 1996 детаљи       | Рената Нилсен · Данска              | 6,76      | Елена Синчукова · Русија                | 6,75     | Клаудија Герхард · Немачка         | 6,74     |
| Валенсија 1998 детаљи      | Фиона Меј · Италија                 | 6,91      | Татјана Тер-Месропијан · Русија         | 6,72     | Линда Ферга · Француска            | 6,67     |
| Гент 2000 детаљи           | Ерика Јохансон · Шведска            | 6,89      | Хајке Дрекслер · Немачка                | 6,86     | Ива Пранџева · Бугарска            | 6,80     |
| Беч 2002 детаљи            | Ники Ксантоу · Грчка                | 6,74      | Олга Рубљова · Русија                   | 6,74     | Људмила Галкина · Русија           | 6,68     |
| Мадрид 2005 детаљи         | Наиде Гомес · Португалија           | 6,70      | Стилијани Пилату · Грчка                | 6,64     | Адина Антон · Румунија             | 6,53     |
| Бирмингем 2007 детаљи      | Наиде Гомес · Португалија           | 6,89      | Консепсион Монтанер · Шпанија           | 6,69     | Дениса Шчербова · Чешка            | 6,64     |
| Торино 2009 детаљи         | Ксенија Балта · Естонија            | 6,87      | Јелена Соколова · Русија                | 6,84     | Олга Кучеренко · Русија            | 6,82     |
| Париз 2011 детаљи          | Дарија Клишина · Русија             | 6,80      | Наиде Гомес · Португалија               | 6,79     | Јулија Пидлужна · Русија           | 6,75     |
| Гетеборг 2013 детаљи       | Дарија Клишина · Русија             | 7,01      | Елоаз Лезије · Француска                | 6,90     | Ерика Јардер · Шведска             | 6,71     |
| Праг 2015 детаљи           | Ивана Шпановић · Србија             | 6,98      | Состен Могенара · Немачка               | 6,83     | Флорентина Маринику · Румунија     | 6,79     |
| Београд 2017 детаљи        | Ивана Шпановић · Србија             | 7,24      | Лорејн Јуџен · Велика Британија         | 6,97     | Клаудија Салман-Рат · Немачка      | 6,94     |
| Глазгов 2019 детаљи        | Ивана Шпановић · Србија             | 6,99      | Настасија Мирончук-Иванова · Белорусија | 6,93     | Марина Бек-Романчук · Украјина     | 6,84     |
| Торуњ 2021 детаљи          | Марина Бек-Романчук · Украјина      | 6,92      | Малајка Михамбо · Немачка               | 6,88     | Кади Сагниа · Шведска              | 6,75     |
| Истанбул 2023 детаљи       | Џезмин Сојерс · Велика Британија    | 7,00      | Лариса Јапичино · Италија               | 6,97     | Ивана Вулета · Србија              | 6,91     |
| Апелдорн 2025              | Лариса Јапичино · Италија           | 6,94      | Аник Калин · Швајцарска                 | 6,90     | Малајка Михамбо · Немачка          | 6,88     |
| Валенсија 2027             |                                     |           |                                         |          |                                    |          |

### Биланс медаља
(стање после ЕП 2025)
|     | Држава           |    |    |    |     |
| --- | ---------------- | -- | -- | -- | --- |
| 1.  | Совјетски Савез  | 5  | 5  | 3  | 13  |
| 2.  | Западна Немачка  | 4  | 5  | 3  | 12  |
| 3.  | Источна Немачка  | 4  | 4  | 4  | 12  |
| 4.  | Чехословачка     | 3  | 5  | 1  | 9   |
| 5.  | Србија           | 3  | 0  | 1  | 4   |
| 6.  | Русија           | 2  | 4  | 3  | 9   |
| 7.  | Велика Британија | 2  | 3  | 1  | 6   |
| 8.  | Румунија         | 2  | 1  | 7  | 10  |
| 9.  | Пољска           | 2  | 1  | 3  | 6   |
| 10. | Италија          | 2  | 1  | 1  | 4   |
| 11. | Португалија      | 2  | 1  | 0  | 3   |
| 12. | Норвешка         | 2  | 0  | 0  | 2   |
| 13. | Немачка          | 1  | 3  | 3  | 7   |
| 14. | Швајцарска       | 1  | 2  | 2  | 5   |
| 15. | Грчка            | 1  | 1  | 0  | 2   |
| 16. | Шведска          | 1  | 0  | 3  | 4   |
| 17. | Украјина         | 1  | 0  | 2  | 3   |
| 18. | Бугарска         | 1  | 0  | 1  | 2   |
| 19. | Данска           | 1  | 0  | 0  | 1   |
| 19. | Естонија         | 1  | 0  | 0  | 1   |
| 19. | Уједињени тим    | 1  | 0  | 0  | 1   |
| 22. | Мађарска         | 0  | 2  | 0  | 2   |
| 23. | Аустрија         | 0  | 1  | 1  | 2   |
| 23. | Француска        | 0  | 1  | 1  | 2   |
| 25. | Шпанија          | 0  | 1  | 0  | 1   |
| 25. | Белорусија       | 0  | 1  | 0  | 1   |
| 27. | Финска           | 0  | 0  | 1  | 1   |
| 27. | Чешка            | 0  | 0  | 1  | 1   |
|     | Укупно (28)      | 42 | 42 | 42 | 126 |